# Società Ginnastica Pro Lissone 1929-1930
Questa voce raccoglie le informazioni riguardanti la Società Ginnastica Pro Lissone nelle competizioni ufficiali della stagione 1929-1930.
La Pro Lissone scese in campo per tutta la stagione con una maglia a strisce verticali bianco-azzurre.

## Avvenimenti
Dopo il secondo posto ottenuto la stagione precedente l'ambiente calcistico lissonese si sentiva pronto per il passaggio in categoria superiore, passaggio che non viene ufficializzato dalla FIGC alla compilazione dei quadri 1929-1930. Quando fu resa nota la mancata iscrizione al campionato della Valenzana il presidente della Pro il cavalier Oreste Paleari, confortato dal si del consiglio direttivo biancoblu, inviò in federazione la propria disponibilità a prenderne il posto malgrado le impegnative e lontane trasferte.
La risposta positiva della FIGC arrivò a meno di due settimane dall'inizio del campionato con il calendario ricompilato. Ad accollarsi le maggiori spese di organizzazione e trasferta furono i soci del club che misero mano al proprio portafogli.
La società confermò l'allenatore Attilio Brugola (1891, ex giocatore ante guerra mondiale ed arbitro FIGC dal 1920 al 1926) ed affiancò ai collaudati Protti e Corsiglia (non lissonesi) i giovani concittadini Franco Dell'Acqua, Felice Mariani, Ferdinando Gelosa.
Nando fu l'attaccante biancoblù più potente della Pro Lissone in questa stagione: le sue bordate da 20 metri erano irresistibili per gli estremi difensori avversari. Decisivo il suo gol contro la Carrarese in trasferta, ma nella gara contro la Rivarolese si infortunò al menisco sinistro e la sua carriera fu notevolmente ridimensionata. Intanto dalle riserve approdava in prima squadra il fratello Luigi.

## Organigramma societario
Area direttiva
- Presidente: cav. Oreste Paleari

Area organizzativa
- Segretario: ???

Area tecnica
- Allenatore: Attilio Brugola

## Rosa
| N. |                   | Ruolo | Calciatore        |
| -- | ----------------- | ----- | ----------------- |
|    | Italia (bandiera) | A     | Luigi Arosio      |
|    | Italia (bandiera) | D     | Enrico Bozzi      |
|    | Italia (bandiera) | C     | Pietro Casanova   |
|    | Italia (bandiera) | A     | Guido Casiraghi   |
|    | Italia (bandiera) | A     | Mario Cesana      |
|    | Italia (bandiera) | D     | Ugo Cesana        |
|    | Italia (bandiera) | A     | Armando Corsiglia |
|    | Italia (bandiera) | A     | Pietro Crotti     |
|    | Italia (bandiera) | C     | Bassano Daccò     |
|    | Italia (bandiera) | D     | Franco Dell'Acqua |
|    | Italia (bandiera) | A     | Ferdinando Gelosa |
|    | Italia (bandiera) | A     | Luigi Gelosa      |

| N. |                   | Ruolo | Calciatore       |
| -- | ----------------- | ----- | ---------------- |
|    | Italia (bandiera) | D     | Achille Marelli  |
|    | Italia (bandiera) | C     | Danilo Mariani   |
|    | Italia (bandiera) | C     | Felice Mariani   |
|    | Italia (bandiera) | A     | Ugo Mazzola      |
|    | Italia (bandiera) | P     | Antonio Micucci  |
|    | Italia (bandiera) | D     | Giordano Panzeri |
|    | Italia (bandiera) | A     | Mario Protti     |
|    | Italia (bandiera) | A     | Arturo Robecchi  |
|    | Italia (bandiera) | A     | Celso Rimoldi    |
|    | Italia (bandiera) | A     | Achille Sacchi   |
|    | Italia (bandiera) | A     | Angelo Sforza    |
|    | Italia (bandiera) | P     | Cesare Viganò    |

## Statistiche

### Statistiche di squadra
| Competizione    | Punti | In casa | In casa | In casa | In casa | In casa | In casa | In trasferta | In trasferta | In trasferta | In trasferta | In trasferta | In trasferta | Totale | Totale | Totale | Totale | Totale | Totale | DR |
| Competizione    | Punti | G       | V       | N       | P       | Gf      | Gs      | G            | V            | N            | P            | Gf           | Gs           | G      | V      | N      | P      | Gf     | Gs     | DR |
| --------------- | ----- | ------- | ------- | ------- | ------- | ------- | ------- | ------------ | ------------ | ------------ | ------------ | ------------ | ------------ | ------ | ------ | ------ | ------ | ------ | ------ | -- |
| Prima Divisione | 23    | 12      | 8       | 3       | 1       | 30      | 13      | 12           | 1            | 2            | 9            | 8            | 24           | 24     | 9      | 5      | 10     | 38     | 37     | +1 |

## Arrivi e partenze
| Acquisti | Acquisti         | Acquisti                   | Acquisti   |
| -------- | ---------------- | -------------------------- | ---------- |
| A        | Luigi Arosio     | Ventimigliese              | definitivo |
| D        | Enrico Bozzi     | Ambrosiana                 | definitivo |
| A        | Mario Cesana     | Caratese                   | definitivo |
| D        | Ugo Cesana       | Caratese                   | definitivo |
| D        | Giordano Panzeri | Bonservizi Tonoli (Milano) | definitivo |
| A        | Arturo Robecchi  | Alleanza F.C. (Milano)     | definitivo |
| A        | Achille Sacchi   | Bressana                   | definitivo |
| A        | Angelo Sforza    | S.C. Farini (Milano)       | definitivo |
| ?        | Cesare Viganò    | Monza                      | definitivo |

| Cessioni | Cessioni        | Cessioni | Cessioni   |
| -------- | --------------- | -------- | ---------- |
| A        | Alfredo Gazzola | Pavia    | definitivo |
| D        | Achille Marelli | ???      | definitivo |
| D        | Paolo Villa     | ???      | definitivo |